# Maurice E. Monhardt
Maurice Eugene Monhardt (Decorah, 1929) is een Amerikaans componist en muziekpedagoog.

## Levensloop
Monhardt studeerde aan het St. Olaf College in Northfield en behaalde aldaar zijn Bachelor of Arts. Vervolgens studeerde hij aan de Universiteit van Illinois te Urbana-Champaign in Urbana en behaalde zijn Master of Music. Zijn studies voltooide hij aan de Universiteit van Iowa in Iowa City en promoveerde tot Ph.D. (Philosophiæ Doctor). Vanaf 1959 was hij docent en later professor in muziektheorie, compositie en muziekanalyse aan het Luther College of Music in Decorah. Sinds 1995 is hij professor emeritus. 
Als componist schreef hij vooral werken voor koor en kamermuziek, maar ook voor orkest en harmonieorkest.

## Composities

### Werken voor orkest
- 1970 A Concert Overture, voor orkest

### Werken voor harmonieorkest
- Concert Piece, voor altsaxofoon en harmonieorkest
- The Seasons, voor trombone en harmonieorkest

### Vocale muziek

#### Werken voor koor
- 1963 Let the People Praise Thee, voor gemengd koor
- 1964 A song on Christmas night, voor gemengd koor - tekst: David T. Nelson
- 1966 Three canticles, voor gemengd koor, blazers, piano, contrabas en slagwerk - tekst: Katherine Schaefer Van Der Wee
- Conversations With the Moon, voor gemengd koor
- Kveldsong, voor gemengd koor
- Psalm 95, voor gemengd koor
- Saviour of the Nations, Come, voor gemengd koor
- The Lord is Nigh - Psalm 145, voor gemengd koor

### Kamermuziek
- 2006 Album, negen stukken voor viool en piano
- Music, voor klarinet en piano
- So soft the Silver Sound and Clear, voor trompet en piano
- Suite, voor gitaar en geluidsband/cd
- Three Pieces, voor cello en piano

### Werken voor orgel
- Cosmic Christ, voor orgel, buisklokken en glockenspiel